# テキサス・レンジャーズ
テキサス・レンジャーズ（英語: Texas Rangers、略称: TEX）は、メジャーリーグベースボール（以下、MLB）アメリカンリーグ西地区所属のプロ野球チーム。本拠地はテキサス州アーリントンにあるグローブライフ・フィールド。

## 概要
1961年の球団拡張（エクスパンション）時、3代目ワシントン・セネタースとして発足。1972年にテキサス州アーリントンに移転し、テキサス・レンジャーズと改称した。現チーム名は地元テキサス州に今も存在し、北米最古の公安組織として知られるテキサス・レンジャーにちなんで命名された。英語の読みでは「テクサス・レインヂャーズ」が近い。
発足当初から弱小としての道を歩み、3度の地区優勝を果たした1990年代後半、2度のリーグ優勝を達成した2010年代前半を除き、ポストシーズンから遠のいている。過去にはノーラン・ライアン、アレックス・ロドリゲス、ジョシュ・ハミルトンというスター選手が在籍していたものの、いずれもワールドシリーズ制覇には至らなかった。
1994年から2019年まで本拠地としていたグローブライフ・パーク・イン・アーリントンが本塁打が出やすいこともあり、伝統的に長打力を志向する打高投低のチームであった。しかし、2007年よりロン・ワシントン監督のもと投手陣の再建をすすめ、2010年には球団創設50年目にして初のアメリカンリーグ優勝を飾った。2020年からは新球場グローブライフ・フィールドに移転した。

## 球団の歴史

### セネタース時代
1901年のアメリカンリーグ発足から60年間に渡ってワシントンD.C.に本拠を置いていたワシントン・セネタースが、1960年シーズン限りでミネソタ州ミネアポリスに移転（現・ミネソタ・ツインズ）。1960年のMLBエクスパンションドラフトを経て、翌1961年の球団拡張に伴い、新たなワシントン・セネタースとして創設された。初年度は以前のセネタースに引き続きグリフィス・スタジアムを使用し、翌年からはロバート・F・ケネディ・メモリアル・スタジアムを本拠地球場とした。しかし発足初年度から4年連続でシーズン100敗を記録、1968年まで8年連続負け越しと苦しいシーズンが続いた。1963年途中からはギル・ホッジスが監督に就任、徐々に成績が上向いてきたところで1967年に退任。ホッジスは翌1968年にニューヨーク・メッツの監督となり、1969年にメッツを初のリーグ優勝と世界一に導いた。
東西2地区制が導入され、アメリカンリーグ東地区所属となった1969年に打撃の神様テッド・ウィリアムズを監督に迎え、86勝76敗で初めてシーズンを勝ち越し。観客数も球団史上最高の918,106人を動員した。この頃には後に太平洋クラブライオンズでもプレイするフランク・ハワードが主砲として活躍。1968年には44本塁打で本塁打王を獲得し、1970年にも44本塁打・132打点で二冠を獲得。しかしチームの躍進も1969年限りで、翌年からは再び負け越し、1971年には観客動員数も655,156人に落ち込み、球団はワシントンD.C.を離れることになった。セネタースとしての歴史は、1971年9月30日のニューヨーク・ヤンキース戦がファンの乱入などで没収試合となり、その幕を下ろした。

### テキサスへ移転
1972年にテキサス州アーリントンへの移転が決定し、球団名もテキサス・レンジャーズに改称した。また移転に伴いミルウォーキー・ブルワーズと入れ替わりでアメリカンリーグ西地区に配置換えされた。本拠地球場はアーリントン・スタジアムを使用。移転後も低迷は続き、1972年、1973年と2年連続でシーズン100敗を記録した。1973年のシーズン途中からビリー・マーチンが監督に就任、翌1974年は84勝76敗で地区2位となった。この年にはマイク・ハーグローヴが打率.323で新人王、ファーガソン・ジェンキンスが25勝12敗、防御率2.82で最多勝とカムバック賞、ジェフ・バロウズが最優秀選手賞を獲得している。1977年は4人の監督が入れ替わり指揮をしたが、当時チームの最高勝数シーズン94勝（68敗）を挙げた。しかし1980年代に入ると再び負け越しのシーズンが続いた。
1985年のシーズン途中からは後に日本プロ野球でも監督を務めるボビー・バレンタインが監督に就任。1992年のシーズン途中まで球団史上最長となる1186試合にわたって指揮を執った。この間1989年4月からジョージ・W・ブッシュが共同オーナーを務め、同年にはノーラン・ライアンが移籍している。ライアンは既に40歳を超えていたが、300勝、5000奪三振、ノーヒットノーランを2回成し遂げた。1994年には新球場ザ・ボールパーク・イン・アーリントン（現:グローブライフ・パーク・イン・アーリントン）が完成し、移転した。
1994年には52勝62敗と負け越していながら地区首位を維持していたが、1994年から1995年のMLBストライキによってシーズンが中断され、球団史上初の地区優勝はならなかった。7月28日にはケニー・ロジャースがMLB史上12人目となる完全試合を達成している。1995年からジョニー・オーツが監督に就任、オーツは2001年のシーズン途中まで監督を務めた。この頃にはイバン・ロドリゲスやフアン・ゴンザレスらが台頭。1996年に90勝72敗で初の地区優勝を果たした。1998年・1999年（球団記録の最高勝数シーズン95勝（67敗）を記録し）も2年連続で地区優勝したが、プレーオフではいずれもヤンキースにディビジョンシリーズで敗れた。

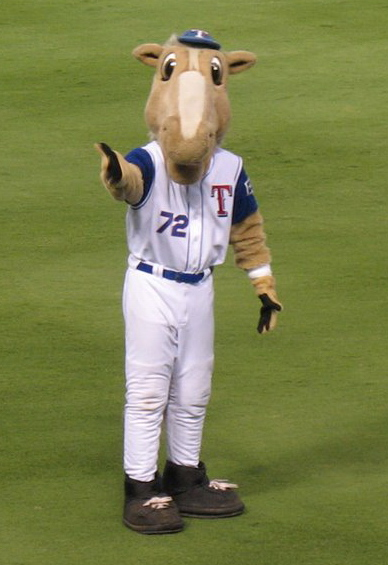
マスコットのレンジャーズ・キャプテン。背番号「72」はチームがテキサスに移転してきた1972年に由来している。

2001年にシアトル・マリナーズからFAとなったアレックス・ロドリゲスを10年総額2億5200万ドルの史上最高額となる大型契約で獲得。同年から3年連続で本塁打王となり、2002年には球団記録となる57本塁打を記録した。しかしその間チームは地区最下位に沈み、その巨額の年俸は却ってチーム再建への大きな障害となっていた。ロドリゲスも優勝争いが出来るチームでのプレーを希望していたため、ヤンキースにトレードで移籍することとなる。これにより「数年後には勝てるチームになる」と評され、再建への期待が見込まれた。
2004年は地区3位に終わったものの、優勝したアナハイム・エンゼルスとは3ゲーム差の89勝をあげ、エンゼルスとオークランド・アスレチックスとの三つ巴の優勝争いを演じた。翌2005年は7人が20本塁打以上を記録し、チーム合計でもMLB年間最多記録にあと4本に迫る260本塁打を放ったが、負け越した。このオフに、この後長期にわたってGMを務めることになるジョン・ダニエルズが28歳の若さで就任した。2006年も勝率は5割近かったが、最下位のマリナーズとはわずか2ゲーム差の3位と振るわず、2003年から指揮を執っていたバック・ショーウォルターは退任した。
2007年にはロン・ワシントンが監督に就任。同年にはエリック・ガニエやサミー・ソーサを獲得する。8月22日にはボルチモア・オリオールズとのダブルヘッダー第1戦において、30対3のスコアで勝利した。1試合30得点はMLBでは1897年6月29日、シカゴ・コルツがルイビル・カーネルズにMLB記録の36対7で勝利して以来110年ぶりだった。しかしシーズンでは投打共に主力選手の不調が響いて75勝87敗と大きく負け越し、最下位に沈んだ。
2008年には前年に麻薬中毒から立ち直ったジョシュ・ハミルトンをエディンソン・ボルケス、ダニー・ヘレーラとの1対2のトレードで獲得。ハミルトンは打率.304、32本塁打、130打点を記録、打点王に輝くなど、期待に違わぬ活躍だった。しかしチームは地区2位ながらも負け越し、首位エンゼルスとは21ゲーム差と大きく離される結果となった。

### 2010年代
2010年1月23日、オーナーのトム・ヒックスは球団社長であるノーラン・ライアンらが共同経営する投資グループへ5億ドル以上の価格で球団を売却することに合意。5月24日、連邦倒産法第11章の適用を申請した。同年はハミルトン、ブラディミール・ゲレーロらの打撃陣、C・J・ウィルソン、コルビー・ルイスらの先発投手、新人記録の40セーブを記録したネフタリ・フェリスらが活躍、またシーズン途中でこの年デビューしたばかりの若手有望株ジャスティン・スモークとの交換トレードでクリフ・リーを獲得するなど戦力を整え、11年ぶりの地区優勝を成し遂げる。ディビジョンシリーズでタンパベイ・レイズに3勝2敗で競り勝ち、リーグチャンピオンシップシリーズではヤンキースを4勝2敗で下して球団創設50年目で悲願のリーグ優勝を果たし、ワールドシリーズ進出を果たした。しかしワールドシリーズではサンフランシスコ・ジャイアンツに1勝4敗で敗退した。
翌2011年、主力選手のFA流出や前半戦に故障者が相次ぐといった事態にもかかわらず、開幕から地区首位を走り続け、そのまま2年連続の地区優勝を飾る。ディビジョンシリーズではレイズを3勝1敗、リーグチャンピオンシップシリーズではデトロイト・タイガースを4勝2敗で破り、2年連続のワールドシリーズ進出を決めた。しかしワールドシリーズでは3勝2敗で迎えた第6戦、シリーズ制覇（世界一）まであとストライク1球という場面を2度も作りながら、9回に抑えのフェリスがデビッド・フリースに、10回にフェルドマンがランス・バークマンにタイムリーを打たれ追いつかれると、最後は9回に同点タイムリーヒットを放ったフリースにサヨナラホームランを打たれ逆転負けを喫するなど、セントルイス・カージナルスに3勝4敗で敗れ、またも制覇を逃した。
同年オフには北海道日本ハムファイターズからポスティングシステムでメジャー移籍を目指すダルビッシュ有との交渉権を5170万ドルで獲得し、6年6000万ドルの契約で獲得した。
2012年もシーズン中盤までは地区内では独走状態だったが、最大13ゲームまで離していたオークランド・アスレチックスに追いつかれ最終戦で敗れ地区優勝を逃した。ワイルドカードゲームではボルチモア・オリオールズに敗れてディビジョンシリーズに進出できなかった。マイク・ナポリとジョシュ・ハミルトンがFAとなり、ナポリがボストン・レッドソックスに、ハミルトンが同地区のライバルロサンゼルス・エンゼルス・オブ・アナハイムに移籍。その後釜としてA.J.ピアジンスキーとランス・バークマンを獲得した。
2013年10月17日にノーラン・ライアンがCEOを辞任。また、成績が下降気味だったイアン・キンズラーとのトレードでデトロイト・タイガースからプリンス・フィルダーを獲得し、FAでも秋信守を獲得した。
2014年は開幕から故障者が続出し、メジャー歴代最多となる出場選手を記録。特に投手は開幕ローテーション投手が全員故障者リストに入り、1シーズンで登板した投手がメジャー歴代最多を記録。リーグ最低勝率と低迷した。シーズン途中にワシントン監督が辞任することとなったが、オフにそれまで監督経験のないジェフ・バニスターの就任が発表された。
2015年、前年まで3年連続2桁勝利を記録したダルビッシュ有が右肘の故障により開幕前にしてシーズン中の復帰絶望となった。シーズン途中で、それまでフィラデルフィア・フィリーズ一筋のコール・ハメルズを獲得し、2012年の最終戦となるアスレチックス戦で痛恨のエラーを犯し、優勝を逃した戦犯となったハミルトンを復帰させて追い上げ、序盤の西部地区をリードしたアストロズを捉え、9月に首位に浮上する。そして最終戦に勝って、4年ぶりの西部地区制覇を成し遂げた。4年ぶりの地区シリーズでは22年ぶりに東部地区を制したブルージェイズと対戦。最終第5戦ではチームが3-2と1点リードで迎えた7回裏にショートを守っていたアンドルスが全てのエラーに絡むミス（2人目のケビン・ピラーの打席はファースト・モアランドのエラー）を犯し、その後ボティースタの勝ち越し3ランを含む4失点を喫し大逆転負け。実質アンドルス一人に足を引っ張られた所為で地区シリーズ敗退となった。バニスター監督は新人ながら最優秀監督賞を受賞した。オフには、クオリファイングオファーを拒否してFAのイアン・デズモンド（内野手だが外野手としての起用を条件として）、過去にMLBデビュー前に犯罪を犯し出所したばかりのマット・ブッシュ、NPBの東京ヤクルトスワローズからトニー・バーネットなどを獲得した。
2016年、開幕直後に37歳の高齢でも好調維持のエイドリアン・ベルトレと2年の契約延長。ノマー・マザラがデビュー後2ヶ月連続で月間最優秀新人を受賞するなど新加入選手も期待どおりの活躍を披露し、前年トレードで獲得したクローザーのサム・ダイソンが才能を開花させたこともあって、6月21日までにシアトル・マリナーズに9.5ゲームをつけての46勝は、1972年にテキサスに移転して以降は最高の成績となった。トレードでカルロス・ベルトラン、ジョナサン・ルクロイを獲得し勢いに乗ったチームは、ア・リーグ最多の95勝を挙げ、2年連続の西部地区優勝を果たす。ディビジョンシリーズでは前年に続きブルージェイズと対戦するも、自身が早々と地区優勝を決めたのに対し、ブルージェイズはシーズン終盤まで地区優勝争い或いはワイルドカード争いを繰り広げ、それらをいくつも潜り抜けてきた勢いの差が出て、初戦から3連敗とスウィープされシリーズ敗退に終わった。
2017年と2018年は負け越しで、ジェフ・バニスター監督を2018年9月に解任した。

### 2020年代
2020年は新型コロナウイルスのため開幕が延期し、7月24日の開幕戦で新球場のグローブライフ・フィールドが開場した。この年の変則的なポストシーズンでは、本拠地のグローブライフ・フィールドで2020年のワールドシリーズが開催された。
新球場に移って以降、大幅な戦力補強を行っている。2021年オフに目玉選手のコーリー・シーガーを10年3億2500万ドル、マーカス・セミエンを7年1億7500万ドル、ジョン・グレイを4年5600万ドルで獲得。しかし、翌2022年のチームは相変わらず低迷。シーズン途中の8月にジョン・ダニエルズ球団編成本部長、クリス・ウッドウォード監督を解任した。
2022年オフも目玉選手のジェイコブ・デグロムを5年1億8500万ドルで獲得。さらにネイサン・イオバルディ、アンドリュー・ヒーニーなどの先発投手を揃えている。
2023年は90勝72敗で同率のアストロズに地区優勝は譲る形となったがワイルドカードでレイズを破り、ディビジョンシリーズではオリオールズをスイープし、リーグ優勝シリーズではアストロズを4勝3敗でリーグ優勝を果たすと、ワールドシリーズではアリゾナ・ダイヤモンドバックスを4勝1敗で下し、前身のセネタース時代も含めて球団史上初めてとなるワールドシリーズ制覇を果たした。
アメリカ大リーグ公式サイトは、「史上最高の下剋上」とたたえた。これは、2年前に102敗、前年には勝率0.420の過去最低記録を持っているが、2年前の勝ち星の最低は、1914年のアトランタ・ブレーブスと、1969年のニューヨーク・メッツの101敗を上回るものとされていた。しかも相手のダイヤモンドバックスも、2年前に110敗を喫しており、「両軍ともに2年前はシーズン100敗以上同士のワールドシリーズ」は史上初だったとされている。

## 選手名鑑

### アメリカ野球殿堂表彰者
- ハロルド・ベインズ (Harold Baines) - 指名打者
- エイドリアン・ベルトレ (Adrián Beltré) - 三塁手
- バート・ブライレブン (Bert Blyleven) - 投手
- ブラディミール・ゲレーロ (Vladimir Guerrero) - 右翼手
- ギル・ホッジス (Gil Hodges) - 一塁手
- ファーガソン・ジェンキンス (Ferguson Jenkins) - 投手
- ミニー・ミノーソ (Minnie Miñoso) - 左翼手
- ゲイロード・ペリー (Gaylord Perry) - 投手
- イバン・ロドリゲス (Ivan Rodriguez) - 捕手
- ノーラン・ライアン (Nolan Ryan) - 投手
- テッド・ウィリアムズ (Ted Williams) - レンジャーズでは監督として在籍

### 永久欠番
| 番号 | 選手                                     | ポジション | 備考                 |
| ---- | ---------------------------------------- | ---------- | -------------------- |
| 7    | イバン・ロドリゲス (Ivan Rodriguez)      | 捕手       | 2017年指定           |
| 10   | マイケル・ヤング (Michael Young)         | 内野手     | 2019年指定           |
| 26   | ジョニー・オーツ (Johnny Oates)          | 監督       | 2005年指定           |
| 29   | エイドリアン・ベルトレ (Adrian Beltre)   | 三塁手     | 2019年指定           |
| 34   | ノーラン・ライアン (Nolan Ryan)          | 投手       | 1996年指定           |
| 42   | ジャッキー・ロビンソン (Jackie Robinson) | 二塁手     | 全球団共通の永久欠番 |

### 歴代所属日本人選手
- 伊良部秀輝（2002）
- 大塚晶文（2006 - 2007）
- 福盛和男（2008）
- 建山義紀（2011 - 2012）
- 上原浩治（2011 - 2012）
- ダルビッシュ有（2012 - 2014、2016 - 2017）
- 藤川球児（2015）
- 有原航平（2021 - 2022）

## レンジャーズ野球殿堂
2003年に設立され、26人が殿堂入りを果たしている。

### 殿堂入り表彰者
- ノーラン・ライアン（2003年）
- チャーリー・ハフ（2003年）
- ジョニー・オーツ（2003年）
- ジム・サンドバーグ（2003年）
- ファーガソン・ジェンキンス（2004年）
- バディ・ベル（2004年）
- トム・バンダーグリフ（英語版）（2004年・キャスター）
- マーク・ホルツ（英語版）（2005年・キャスター）
- ジョン・ウェッテランド（2005年）
- ラスティ・グリーア（2007年）
- ルーベン・シエラ（2009年）
- トビー・ハラー（英語版）（2009年）
- トム・グリーブ（英語版）（2010年）
- ケニー・ロジャース（2011年）
- エリック・ナデル（英語版）（2012年・キャスター）
- イバン・ロドリゲス（2013年）
- ジョン・トーマス・シーファー（2014年・球団社長）
- フアン・ゴンザレス（2015年）
- ジェフ・ラッセル（2015年）
- マイケル・ヤング（2016年）
- ジョシュ・ハミルトン（2019年）
- リチャード・グリーン（2019年・アーリントン市長）
- エイドリアン・ベルトレ（2021年）
- チャック・モーガン（2021年・アナウンサー）
- イアン・キンズラー（2022年）
- ジョン・ブレイク（2022年・エグゼクティブ）

## 傘下マイナーチーム
| クラス       | リーグ                        | チーム                                                                      | 提携   | 本拠地                                                      |
| ------------ | ----------------------------- | --------------------------------------------------------------------------- | ------ | ----------------------------------------------------------- |
| AAA Triple-A | パシフィックコースト West     | ラウンドロック・エクスプレス Round Rock Express                             | 2021年 | テキサス州ラウンドロック ザ・デル・ダイアモンド             |
| AA Double-A  | テキサス Central              | フリスコ・ラフライダーズ Frisco RoughRiders                                 | 2003年 | テキサス州フリスコ ドクターペッパー・ボールパーク           |
| A+ High-A    | サウス・アトランティック East | ハブシティ・スパータンバーガーズ Hub City Spartanburgers                    | 2025年 | サウスカロライナ州スパータンバーグ フィフス・サード・パーク |
| A- Low-A     | カロライナ East               | ヒッコリー・クロウダッズ Hickory Crawdads                                   | 2009年 | ノースカロライナ州ヒッコリー L.P.フランズ・スタジアム       |
| Rookie       | アリゾナ AZL                  | アリゾナ・コンプレックスリーグ・レンジャーズ Arizona Complex League Rangers | 2003年 | アリゾナ州サプライズ サプライズ・スタジアム                 |
| Rookie       | ドミニカ DSL                  | ドミニカン・サマーリーグ・レンジャーズ Dominican Summer League Rangers      | 1989年 | サント・ドミンゴ州ボカチカ レンジャーズ・コンプレックス     |

アリゾナ・フォールリーグはサプライズ・サグアローズと提携している。